# Бетленвил
Бетленвил (фр. Béthelainville) насеље је и општина у североисточној Француској у региону Лорена, у департману Меза која припада префектури Верден.
По подацима из 2011. године у општини је живело 190 становника, а густина насељености је износила 15,91 становника/km². Општина се простире на површини од 11,94 km². Налази се на средњој надморској висини од 268 метара (максималној 343 m, а минималној 232 m).

## Демографија
| 1962. | 1968. | 1975. | 1982. | 1990. | 1999. | 2011. |
| ----- | ----- | ----- | ----- | ----- | ----- | ----- |
| 175   | 182   | 195   | 195   | 189   | 177   | 190   |

График промене броја становника у току последњих година